# Eurovision Song Contest 1956
Eurovision Song Contest 1956, česky také Velká cena Eurovize 1956 (či jen Eurovize 1956), byl 1. ročník soutěže Eurovision Song Contest, který se konal v Luganu ve Švýcarsku. Soutěž, organizovaná Evropskou vysílací unií (EVU) a stanicemi Radio svizzera italiana (RSI) a Swiss Broadcasting Corporation (SRG SSR), se konala v Teatro Kursaal 24. května 1956, moderátorem přenosu byl Lohengrin Filipello – jednalo se o jediný ročník, který moderoval pouze jeden muž.
Soutěž byla inspirována italským festivalem Sanremo, který se každoročně koná od roku 1951. Ke schválení pravidel a struktury soutěže došlo v roce 1955, hned od následujícího ročníku ale došlo k celé řadě úprav. Jedná se například o jediný ročník s neveřejným hlasováním, s možností hlasovat pro vlastního interpreta nebo o ročník, kdy každou zemi reprezentovaly dvě skladby.
Soutěže se zúčastnilo 7 zemí. Prvním vítězem se stalo hostující Švýcarsko, které reprezentovala se skladbou „Refrain“ Lys Assia. O výsledcích rozhodovala porota, přičemž každou zemi zastupovali dva porotci, kteří každé skladbě přiřadili 1 až 10 bodů. Na závěr soutěže byl oznámen pouze vítěz, pořadí ostatních soutěžících zůstává neznámé. Přestože soutěž byla odvysílána v televizi a v rádiu v deseti zemích, neexistuje ze soutěže video záznam s výjimkou několika krátkých útržků. Většina soutěže je ale dostupná v audio formátu.

## Před soutěží
Během schůzky členů EVU v Monaku (1955) se projednávala možnost pěvecké soutěže pro evropské země, která by se inspirovala italským Festivalem Sanremo.

## Místo konání
Jako místo konání bylo vybrané švýcarské město Lugano v italsky mluvícím kantonu Ticino, které hraničí s Itálií. Jelikož byla soutěž inspirována italským Festivalem Sanremo, konala se v italském prostředí.

## Kontroverze

### Hlasování
Z každé země měli přicestovat dva porotci a rozhodnout, kdo soutěž vyhraje, ale:
1. lucemburská delegace nemohla přicestovat do Lugana a hlasovat,
2. země mohly hlasovat i pro svoje písně,
3. švýcarská delegace dostala od EVU souhlas, aby rozhodovala za lucemburskou delegaci.

Po téhle zkušenosti se EVU rozhodla neopakovat tento systém hlasování, i když v letech 1971–73 se uskutečňovalo něco podobného, ale všechny delegace byly na místě a nemohly hlasovat pro svoje země.

### Ztracené nahrávky
Soutěž se vysílala na některých stanicích (televize v té době ještě nebyly zcela běžné). Nedochovaly se žádné nahrávky.

## Zúčastněné země
V soutěži úspěšně debutovalo 7 zemí a každá měla 2 písně. Původně se mělo účastnit 10 zemí, ale Dánsko, Rakousko a Spojené království překročily lhůtu pro podání přihlášek a nemohly se účastnit.

## Výsledky
Krom vítěze nejsou známé další výsledky z hlasování. V knize The Complete and Independent Guide to the Eurovision Song Contest 2010 sice byly výsledky zapsány, ale autor neuvedl žádný zdroj, odkud čerpal.
| Pořadí | Země            | Interpret              | Skladba                           | Jazyk         |
| ------ | --------------- | ---------------------- | --------------------------------- | ------------- |
| 1.     | Nizozemsko      | Jetty Paerl            | „De vogels van Holland“           | nizozemština  |
| 2.     | Švýcarsko       | Lys Assia              | „Das alte Karussell“              | němčina       |
| 3.     | Belgie          | Fud Leclerc            | „Messieurs les noyés de la Seine“ | francouzština |
| 4.     | Západní Německo | Walter Andreas Schwarz | „Im Wartesaal zum großen Glück“   | němčina       |
| 5.     | Francie         | Mathé Altéry           | „Le Temps perdu“                  | francouzština |
| 6.     | Lucembursko     | Michèle Arnaud         | „Ne crois pas“                    | francouzština |
| 7.     | Itálie          | Franca Raimondi        | „Aprite le finestre“              | italština     |
| 8.     | Nizozemsko      | Corry Brokken          | „Voorgoed voorbij“                | nizozemština  |
| 9.     | Švýcarsko       | Lys Assia              | „Refrain“                         | francouzština |
| 10.    | Belgie          | Mony Marc              | „Le Plus Beau Jour de ma vie“     | francouzština |
| 11.    | Západní Německo | Freddy Quinn           | „So geht das jede Nacht“          | němčina       |
| 12.    | Francie         | Danny Dauberson        | „Il est là“                       | francouzština |
| 13.    | Lucembursko     | Michèle Arnaud         | „Les Amants de minuit“            | francouzština |
| 14.    | Itálie          | Tonia Torrielli        | „Amami se vuoi“                   | italština     |